# Leptasthenura fuliginiceps
El tijeral canelo (Leptasthenura fuliginiceps), también denominado coludito canela (en Argentina) o coludito de cabeza rojiza (en Bolivia y Argentina), es una especie de ave paseriforme de la familia Furnariidae perteneciente al género Leptasthenura. Es nativa del centro-oeste de Sudamérica.

## Distribución y hábitat
Esta especie se distribuye a  lo largo de los Andes desde el oeste de Bolivia hasta el noroeste de Argentina, con una población aislada en las sierras del centro de Argentina.
Esta especie es considerada bastante común en sus hábitats naturales: los parches de bosques bajos húmedos y semi-húmedos (incluyendo Polylepis), matorrales áridos montanos, matorrales húmedos y semi-húmedos y quebradas andinas, principalmente entre los 2000 y 3300 m de altitud.

## Alimentación
Se alimenta principalmente de pequeños artrópodos, que encuentra entre las ramas y hojas de arbustos y árboles.

## Vocalización
El llamado es una serie de notas chisporroteadas de timbre alto.

## Sistemática

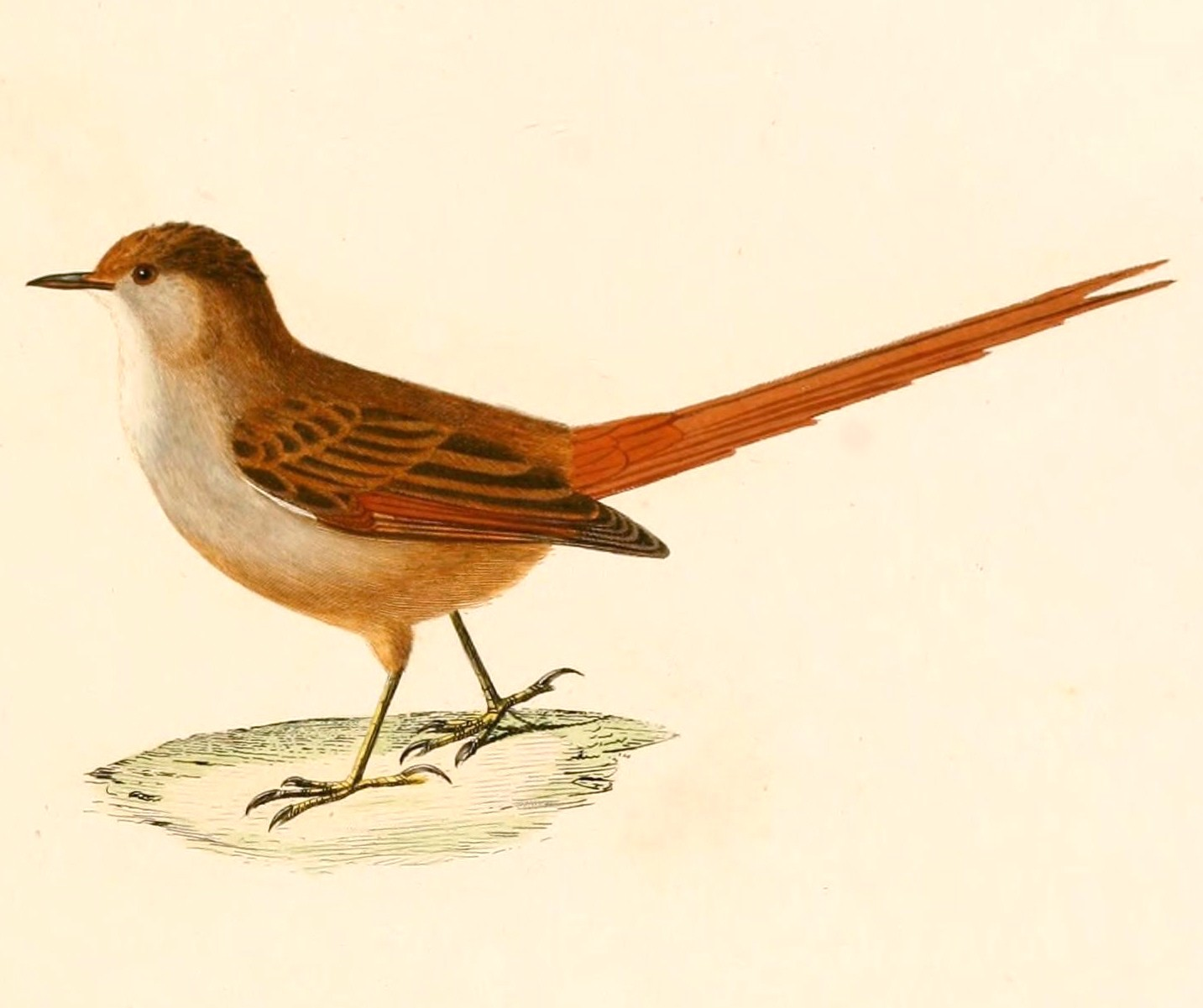
Synallaxis fuliginiceps = Leptasthenura fuliginiceps, ilustración en d'Orbigny Voyage dans l'Amérique méridionale, 1847.

### Descripción original
La especie L. fuliginiceps fue descrita por primera vez por los naturalistas franceses Alcide d'Orbigny y Frédéric de Lafresnaye en el año 1837, bajo el nombre científico de: Synallaxis fuliginiceps. La localidad tipo es: «Sicasica, La Paz, Bolivia».

### Etimología
El nombre genérico femenino «Leptasthenura» se compone de las palabras del griego «leptos»: fino, «asthenēs»: débil, y «oura»: cola, significando «de cola fina y débil»; y el nombre de la especie «fuliginiceps», se compone de las palabras del latín «fuligo, fuliginis»: hollín, tizne y «ceps»: cabeza; significando «de cabeza tiznada».

### Taxonomía
La validad de la subespecie paranensis requiere confirmación por análisis cuantitativos de las aparentes diferencias de plumaje.

### Subespecies
Según las clasificaciones del Congreso Ornitológico Internacional (IOC) y Clements Checklist v.2018, se reconocen dos subespecies, con su correspondiente distribución geográfica:
- Leptasthenura fuliginiceps fuliginiceps (d’Orbigny & Lafresnaye, 1837) – Habita en la región andina de Bolivia (desde el sur de La Paz hacia el sur hasta Potosí y Tarija).
- Leptasthenura fuliginiceps paranensis P.L. Sclater, 1862 – Habita en el noroeste y centro-oeste de Argentina (Andes desde Jujuy y Salta al sur hasta Mendoza), y en el centro, en las sierras de Córdoba y San Luis.